# 虹山水庫
虹山水庫又名虹山湖，是中華人民共和國貴州省安順市的一個人工水庫，於1958年4月開始修建，1959年6月水庫開始蓄水。2017年11月10日，虹山水庫被列为国家4A级旅游景区。2020年7月7日12時，一輛載有多名高考生的巴士撞毁一段道路護欄衝進虹山水庫，導致21人死亡、16人受傷。